# Marina (comics)
Pour les articles homonymes, voir Marina.
Marrina Smallwood, alias Marina (Marrina) est une super-héroïne évoluant dans  l'univers Marvel de la maison d'édition Marvel Comics. Créé par le scénariste et dessinateur John Byrne, le personnage de fiction apparaît pour la première fois dans le comic book Alpha Flight (vol. 1) #1 en août 1983.
Membre de l'équipe canadienne de super-héros la Division Alpha et membre honoraire des Vengeurs, Marina appartient à la race extraterrestre des Plodex.

## Biographie du personnage

### Origines
Resté dans l'océan pendant des millions d'années, l'œuf contenant le matériel génétique qui deviendra Marina devient perméable, ce qui est la cause de son adaptation aux environnements aquatiques.
Cet œuf finit par trouver son chemin vers la surface et est trouvé par un pêcheur canadien, Tom Smallwood. Celui-ci le ramène chez lui pour le montrer à sa femme Gladys. Le contact des mains humaines, notamment celle de Gladys Smallwood, causa une modification de l'ADN Plodex, ce qui donne à Marina son apparence humanoïde féminine. Après l'éclosion, Marina ressemble à une très jeune petite fille humaine à la peau verte. Sans enfants, les Smallwood décident de l'adopter.
À l'âge de seize ans, Marina quitte les Smallwood pour s'enrôler dans la Division Béta, une équipe de super-héros dirigée par le gouvernement canadien. Elle est ensuite promue membre de l'équipe principale, la Division Alpha.

### Parcours
Après quelque temps passés au sein de l'équipe, elle la quitte, se sentant étrange et part se réfugier dans l'océan. Elle y rencontre Namor, qui reçoit l'aide des Vengeurs et de la Division Alpha pour récupérer son trône. Lorsqu'elle tombe enceinte, son ADN Plodex réagit à son état en la transformant en bête sauvage, un Léviathan. Namor se voit contraint de la tuer avec la lame d'ébène du Chevalier noir (Dane Whitman). 
Dans un épisode des Vengeurs, on apprend que Marina est toujours en vie, mais plongée dans un profond coma.

## Pouvoirs et capacités
Marina est une amphibienne, dotée à la fois de poumons et de branchies et capable de vivre indifféremment et indéfiniment à la surface ou sous l'eau. Sa physiologie, issue de la race extraterrestre des Plodex, supérieure à celle d’un humain moyen, a été modifiée afin de lui permettre de survivre aux conditions particulières (hautes pressions et changements de pressions) qui règnent au fond des océans. Cette résistance aux hautes pressions marines lui confère, à la surface, une force surhumaine dont les limites exactes n’ont pour le moment pas été mesurées.
Elle possède une peau de couleur jaune, huileuse, des doigts et des orteils palmés, ce qui avec sa force surhumaine, lui donne un talent exceptionnel de nageuse . Sa peau secrète également une huile qui peut provoquer, chez les représentants d’espèces autres que la sienne, une constriction extrême des pupilles lorsqu’ils y sont exposés, les rendant momentanément aveugles. Cette capacité est un trait purement plodex, et n’a aucun lien avec sa nature amphibie.
- Marina peut supporter sans dommages les faibles températures de l’océan arctique. Par ailleurs, ses yeux et ses autres sens sont adaptés à la vie sous-marine, lui permettant d’exploiter les plus faibles sources de lumière quand elle se trouve dans les profondeurs océaniques[1].
- Elle peut se déplacer sous l’eau plus vite que le grand dauphin, qui est l’une des créatures aquatiques les plus rapides de la Terre. En nageant d’une manière normale, elle a déjà atteint des vitesses approchant les 77 km/h (environ 51 nœuds) et ceci pendant plusieurs heures d’affilée. Elle est capable de nager encore plus vite, mais sur des durées plus courtes, en provoquant une mue de la couche extérieure de son épiderme, ce qui dévoile une couche intérieure de peau qui a pour propriété de faire disparaître presque totalement la friction avec l’eau ; de cette manière, Marina peut nager plus vite que n’importe quelle créature ou objet aquatique connu. Sa vitesse maximale n’est pas connue avec certitude, mais il a été constaté qu’elle est capable de nager plus rapidement que Namor lui-même[1].
- Dès qu’elle commence à ralentir sa nage, la couche extérieure de sa peau se régénère automatiquement, recouvrant le derme intérieur[1].
- Sa vitesse de natation exceptionnelle lui permet de créer des trombes d’eau à partir de l’océan (ou de toute autre surface marine ou aquatique) pouvant atteindre plusieurs kilomètres de haut et/ou de long, afin de se propulser dans l'air sur de longues distances (y compris sur terre) ou pour frapper violemment ses ennemis[1].

Sous certaines conditions, Marina peut changer de forme jusqu’à un niveau non déterminé. Cette transformation peut être provoquée notamment par la résurgence de son instinct sauvage, propre à la race des Plodex. Plus elle reste soumise à cet instinct, plus la métamorphose évolue, l’éloignant progressivement de son aspect humanoïde. De plus, le fait d’être enceinte a également provoqué chez elle sa mutation physique, radicale, la transformant en un gigantesque serpent marin baptisé le « Léviathan », en référence au monstre biblique. Sous cette forme, elle a montré posséder une force physique immense, lui permettant de soulever ou presser l’équivalent de 100 tonnes. Ses autres capacités physiques (résistance, endurance, etc.) ont également été accrues  dans des proportions considérables. Il n'est cependant pas établi si Marina est capable d'exercer un contrôle conscient sur cette métamorphoses pour adopter la forme de son choix.